# 2e étape du Tour de France 2011
Pour un article plus général, voir Tour de France 2011.
La 2e étape du Tour de France 2011 s'est déroulée le dimanche 3 juillet 2011 sur 23 km. Les Essarts  en Vendée sont la ville de départ et la ville d'arrivée. Il s'agit du premier contre-la-montre de ce Tour. Cette étape est remportée par l'équipe américaine Garmin-Cervélo. Cette victoire permet au champion du monde norvégien Thor Hushovd d'endosser le maillot jaune.

## L'étape

### Profil
L'arche de départ est située rue du Vieux Château sur la route départementale 160. Le parcours est tracé à l'ouest de la ville (D39, D37, D98). La ligne d'arrivée est située rue des Sables. Deux chronométrages intermédiaires sont effectués à Boulogne, au km 9, et à La Merlatière, au km 16. Le parcours est plat.

### Déroulement de la course

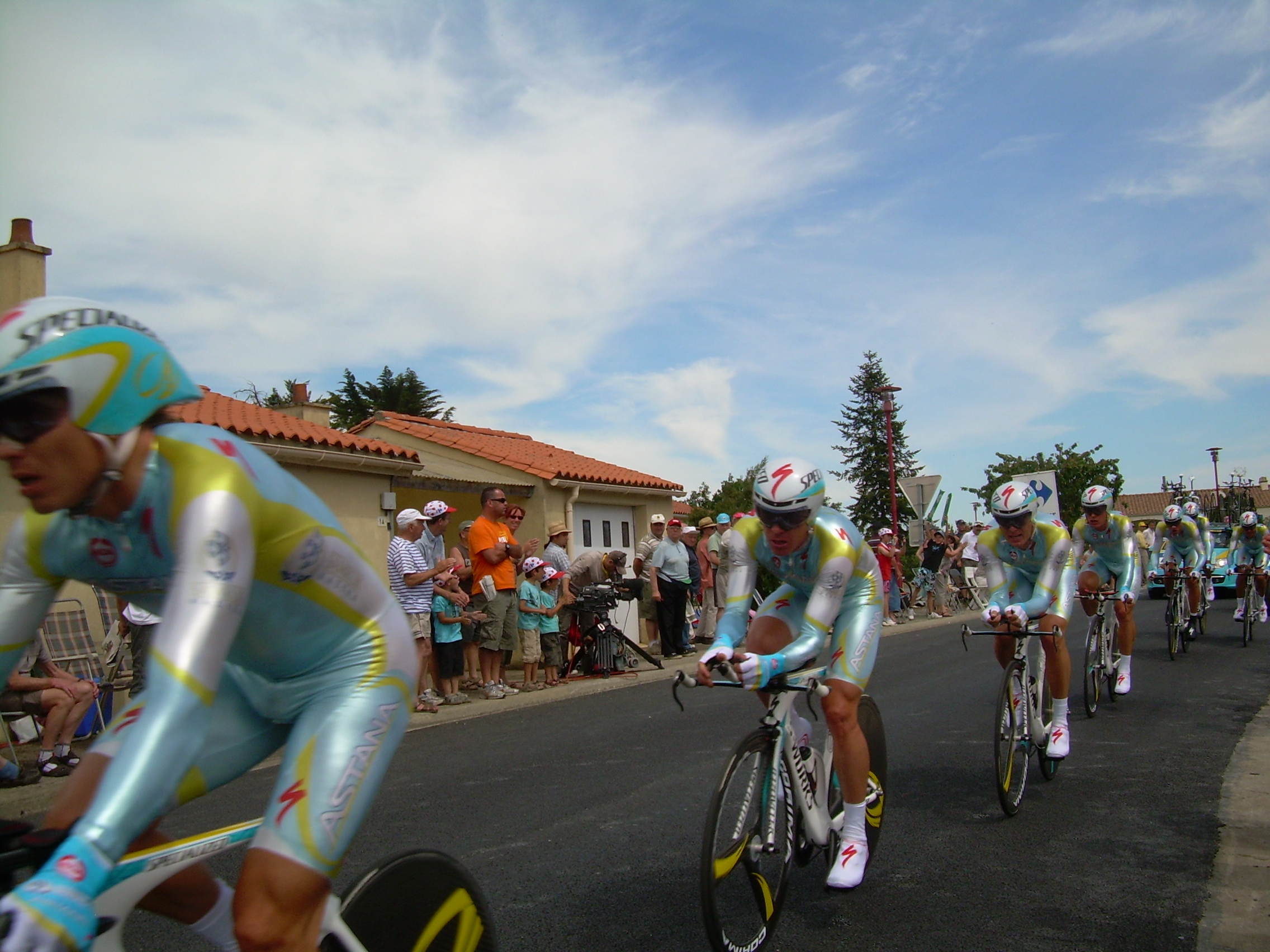
L'équipe Astana durant le contre-la-montre.

Pour ce contre-la-montre par équipes de 23 kilomètres, le départ des coureurs depuis les Essarts s'étale de 14h30 à 16h57, toutes les 7 minutes, dans l'ordre inverse du classement général par équipes au terme de la 1re étape. À l'arrivée, comme c'était déjà le cas en 2009, le temps de l'équipe est pris sur le cinquième coureur de celle-ci à franchir la ligne et les écarts entre les équipes sont les écarts réels (et non plus plafonnés comme cela a parfois pu être le cas dans le passé sur le Tour de France). « Au classement général individuel, les temps réels sont reportés pour chaque coureur de la manière suivante :
- temps du 5e homme de chaque équipe pour les coureurs [arrivant en même temps ou dans un temps inférieur] ;
- temps réel des coureurs attardés »[4].

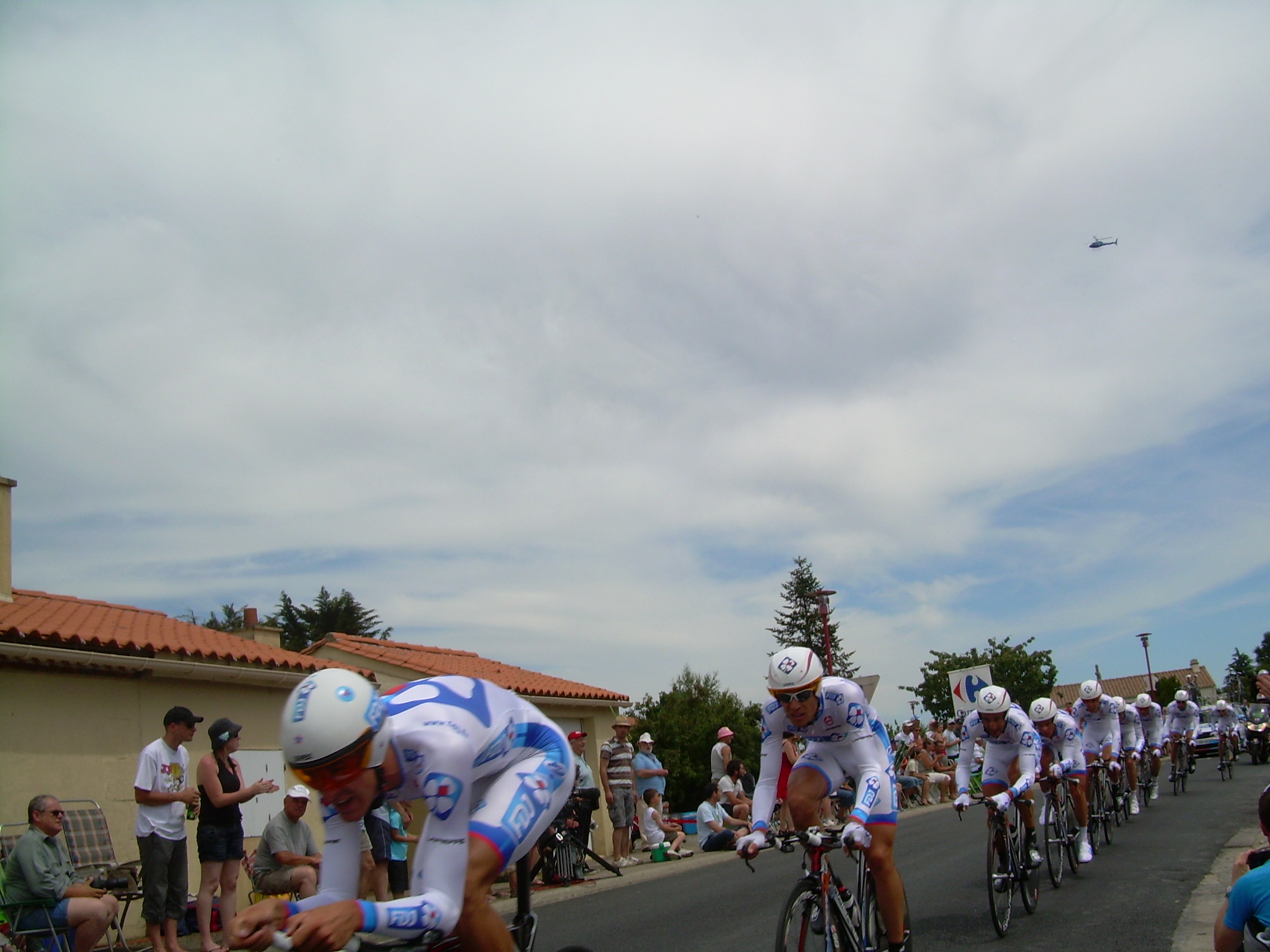
L'équipe FDJ durant le contre-la-montre.

L'équipe américaine Garmin-Cervélo remporte l'étape. C'est la première victoire de cette équipe sur le Tour, en quatre participations. Elle a parcouru les 23 kilomètres en 24 minutes et 48 secondes et devance de 4 secondes les équipes BMC Racing, Sky et Leopard-Trek. L'équipe Omega Pharma-Lotto de Philippe Gilbert, porteur du maillot jaune, est dixième à 39 secondes.
Le Norvégien Thor Hushovd de l'équipe Garmin-Cervélo s'empare du maillot jaune. Il est classé dans le même temps que son coéquipier David Millar, et bénéficie de sa meilleure place lors de la première étape,. L'Australien Cadel Evans (BMC Racing) est troisième à 1 seconde.
À l'issue de cette étape, le tenant du titre Alberto Contador est 75e à 1 minute et 42 secondes. Son équipe Saxo Bank s'est classée 8e de l'étape, à 28 secondes de Garmin-Cervélo. Les frères Fränk et Andy Schleck, sont sixième et dixième, et Bradley Wiggins 13e, tous à 4 secondes. Geraint Thomas (Sky), 4e, conserve le maillot blanc de meilleur jeune.

### Ordre et horaires des départs
| #  | Équipe              | Pays        | Heure de départ |
| -- | ------------------- | ----------- | --------------- |
| 1  | Saxo Bank-SunGard   | Danemark    | 14h30           |
| 2  | Euskaltel-Euskadi   | Espagne     | 14h37           |
| 3  | Vacansoleil         | Pays-Bas    | 14h44           |
| 4  | AG2R La Mondiale    | France      | 14h51           |
| 5  | Saur-Sojasun        | France      | 14h58           |
| 6  | Rabobank            | Pays-Bas    | 15h05           |
| 7  | FDJ                 | France      | 15h12           |
| 8  | Liquigas-Cannondale | Italie      | 15h19           |
| 9  | Garmin-Cervélo      | États-Unis  | 15h26           |
| 10 | Europcar            | France      | 15h33           |
| 11 | Quick Step          | Belgique    | 15h40           |
| 12 | Movistar            | Espagne     | 15h47           |
| 13 | Astana              | Kazakhstan  | 15h54           |
| 14 | Katusha             | Russie      | 16h01           |
| 15 | Sky                 | Royaume-Uni | 16h05           |
| 16 | Lampre-ISD          | Italie      | 16h15           |
| 17 | Cofidis             | France      | 16h22           |
| 18 | RadioShack          | États-Unis  | 16h29           |
| 19 | HTC-Highroad        | États-Unis  | 16h36           |
| 20 | Leopard-Trek        | Luxembourg  | 16h43           |
| 21 | BMC Racing          | États-Unis  | 16h50           |
| 22 | Omega Pharma-Lotto  | Belgique    | 16h57           |

## Classements intermédiaires

### Boulogne, km 9
|    | Équipe            | Pays        | Temps | Temps      |
| -- | ----------------- | ----------- | ----- | ---------- |
| 1  | Sky               | Royaume-Uni | en    | 9 min 02 s |
| 2  | Garmin-Cervélo    | États-Unis  | +     | 1 s        |
| 3  | BMC Racing        | États-Unis  |       | 2 s        |
| 4  | Leopard-Trek      | Luxembourg  |       | 7 s        |
| 5  | Astana            | Kazakhstan  |       | 7 s        |
| 6  | Rabobank          | Pays-Bas    |       | 8 s        |
| 7  | RadioShack        | États-Unis  |       | 9 s        |
| 8  | HTC-Highroad      | États-Unis  |       | 9 s        |
| 9  | Saxo Bank-SunGard | Danemark    |       | 11 s       |
| 10 | Quick Step        | Belgique    |       | 16 s       |
| 11 | Katusha           | Russie      |       | 18 s       |

|    | Équipe              | Pays     | Temps | Temps |
| -- | ------------------- | -------- | ----- | ----- |
| 12 | FDJ                 | France   | +     | 19 s  |
| 13 | Liquigas-Cannondale | Italie   |       | 21 s  |
| 14 | Movistar            | Espagne  |       | 22 s  |
| 15 | Europcar            | France   |       | 22 s  |
| 16 | Omega Pharma-Lotto  | Belgique |       | 26 s  |
| 17 | Euskaltel-Euskadi   | Espagne  |       | 27 s  |
| 18 | AG2R La Mondiale    | France   |       | 28 s  |
| 19 | Lampre-ISD          | Italie   |       | 29 s  |
| 20 | Saur-Sojasun        | France   |       | 34 s  |
| 21 | Vacansoleil-DCM     | Pays-Bas |       | 35 s  |
| 22 | Cofidis             | France   |       | 41 s  |

### La Merlatière, km 16,5
|    | Équipe            | Pays        | Temps | Temps       |
| -- | ----------------- | ----------- | ----- | ----------- |
| 1  | Garmin-Cervélo    | États-Unis  | en    | 16 min 45 s |
| 2  | Sky               | Royaume-Uni | +     | 4 s         |
| 3  | BMC Racing        | États-Unis  |       | 6 s         |
| 4  | Leopard-Trek      | Luxembourg  |       | 8 s         |
| 5  | Rabobank          | Pays-Bas    |       | 13 s        |
| 6  | HTC-Highroad      | États-Unis  |       | 14 s        |
| 7  | RadioShack        | États-Unis  |       | 15 s        |
| 8  | Saxo Bank-SunGard | Danemark    |       | 16 s        |
| 9  | Astana            | Kazakhstan  |       | 19 s        |
| 10 | FDJ               | France      |       | 30 s        |
| 11 | Katusha           | Russie      |       | 34 s        |

|    | Équipe              | Pays     | Temps | Temps      |
| -- | ------------------- | -------- | ----- | ---------- |
| 12 | Quick Step          | Belgique | +     | 34 s       |
| 13 | Omega Pharma-Lotto  | Belgique |       | 35 s       |
| 14 | Liquigas-Cannondale | Italie   |       | 35 s       |
| 15 | Europcar            | France   |       | 39 s       |
| 16 | AG2R La Mondiale    | France   |       | 43 s       |
| 17 | Movistar            | Espagne  |       | 43 s       |
| 18 | Lampre-ISD          | Italie   |       | 52 s       |
| 19 | Euskaltel-Euskadi   | Espagne  |       | 54 s       |
| 20 | Saur-Sojasun        | France   |       | 55 s       |
| 21 | Vacansoleil-DCM     | Pays-Bas |       | 55 s       |
| 22 | Cofidis             | France   |       | 1 min 02 s |

## Classement de l'étape
|    | Équipe             | Pays        | Temps | Temps       |
| -- | ------------------ | ----------- | ----- | ----------- |
| 1  | Garmin-Cervélo     | États-Unis  | en    | 24 min 48 s |
| 2  | BMC Racing         | États-Unis  | +     | 4 s         |
| 3  | Sky                | Royaume-Uni |       | 4 s         |
| 4  | Leopard-Trek       | Luxembourg  |       | 4 s         |
| 5  | HTC-Highroad       | États-Unis  |       | 5 s         |
| 6  | RadioShack         | États-Unis  |       | 10 s        |
| 7  | Rabobank           | Pays-Bas    |       | 12 s        |
| 8  | Saxo Bank-SunGard  | Danemark    |       | 28 s        |
| 9  | Astana             | Kazakhstan  |       | 32 s        |
| 10 | Omega Pharma-Lotto | Belgique    |       | 39 s        |
| 11 | FDJ                | France      |       | 46 s        |

|    | Équipe            | Pays     | Temps | Temps      |
| -- | ----------------- | -------- | ----- | ---------- |
| 12 | Europcar          | France   | +     | 50 s       |
| 13 | AG2R La Mondiale  | France   |       | 53 s       |
| 14 | Quick Step        | Belgique |       | 56 s       |
| 15 | Liquigas          | Italie   |       | 57 s       |
| 16 | Saur-Sojasun      | France   |       | 1 min 02 s |
| 17 | Lampre-ISD        | Italie   |       | 1 min 04 s |
| 18 | Katusha           | Russie   |       | 1 min 04 s |
| 19 | Movistar          | Espagne  |       | 1 min 09 s |
| 20 | Vacansoleil-DCM   | Pays-Bas |       | 1 min 15 s |
| 21 | Cofidis           | France   |       | 1 min 20 s |
| 22 | Euskaltel-Euskadi | Espagne  |       | 1 min 22 s |

## Classements à l'issue de l'étape

### Classement général
| Classement général | Classement général   | Classement général | Classement général | Classement général |
|                    | Coureur              | Pays               | Équipe             | Temps              |
| ------------------ | -------------------- | ------------------ | ------------------ | ------------------ |
| 1er                | Thor Hushovd         | NOR                | Garmin-Cervélo     | en 5 h 6 min 25 s  |
| 2e                 | David Millar         | GBR                | Garmin-Cervélo     | m.t.               |
| 3e                 | Cadel Evans          | AUS                | BMC Racing         | +1 s               |
| 4e                 | Geraint Thomas       | GBR                | Sky                | +4 s               |
| 5e                 | Linus Gerdemann      | GER                | Leopard-Trek       | +4 s               |
| 6e                 | Fränk Schleck        | LUX                | Leopard-Trek       | +4 s               |
| 7e                 | Fabian Cancellara    | SUI                | Leopard-Trek       | +4 s               |
| 8e                 | Edvald Boasson Hagen | NOR                | Sky                | +4 s               |
| 9e                 | Manuel Quinziato     | ITA                | BMC Racing         | +4 s               |
| 10e                | Andy Schleck         | LUX                | Leopard-Trek       | +4 s               |
| modifier           |                      |                    |                    |                    |

### Classement par points
| Classement par points | Classement par points | Classement par points | Classement par points | Classement par points |
| --------------------- | --------------------- | --------------------- | --------------------- | --------------------- |
|                       | Coureur               | Pays                  | Équipe                | Point(s)              |
| 1er                   | Philippe Gilbert      | BEL                   | Omega Pharma-Lotto    | 45 points             |
| 2e                    | Cadel Evans           | AUS                   | BMC Racing            | 35 pts                |
| 3e                    | Thor Hushovd          | NOR                   | Garmin-Cervélo        | 30 pts                |
| modifier              |                       |                       |                       |                       |

### Classement du meilleur grimpeur
| Classement du meilleur grimpeur | Classement du meilleur grimpeur | Classement du meilleur grimpeur | Classement du meilleur grimpeur | Classement du meilleur grimpeur |
| ------------------------------- | ------------------------------- | ------------------------------- | ------------------------------- | ------------------------------- |
|                                 | Coureur                         | Pays                            | Équipe                          | Point(s)                        |
| 1er                             | Philippe Gilbert                | BEL                             | Omega Pharma-Lotto              | 1 point                         |
| modifier                        |                                 |                                 |                                 |                                 |

### Classement du meilleur jeune
| Classement général du meilleur jeune | Classement général du meilleur jeune | Classement général du meilleur jeune | Classement général du meilleur jeune | Classement général du meilleur jeune |
|                                      | Coureur                              | Pays                                 | Équipe                               | Temps                                |
| ------------------------------------ | ------------------------------------ | ------------------------------------ | ------------------------------------ | ------------------------------------ |
| 1er                                  | Geraint Thomas                       | GBR                                  | Sky                                  | en 5 h 6 min 29 s                    |
| 2e                                   | Edvald Boasson Hagen                 | NOR                                  | Sky                                  | m.t.                                 |
| 3e                                   | Tejay van Garderen                   | USA                                  | HTC-Highroad                         | +1 s                                 |
| modifier                             |                                      |                                      |                                      |                                      |

### Classement par équipes
| Classement par équipes | Classement par équipes | Classement par équipes | Classement par équipes |
|                        | Équipe                 | Pays                   | Temps                  |
| ---------------------- | ---------------------- | ---------------------- | ---------------------- |
| 1re                    | Garmin-Cervélo         | États-Unis             | en 14 h 29 min 39 s    |
| 2e                     | BMC Racing             | États-Unis             | + 1 s                  |
| 3e                     | Leopard-Trek           | Luxembourg             | + 4 s                  |
| modifier               |                        |                        |                        |

## Abandon(s)
Aucun abandon.